# Monument funéraire de Tommaso Piccolomini del Testa
Le Monument funéraire de Tommaso Piccolomini del Testa est un tombeau sculpté  en marbre de Carrare pour l'essentiel, de 71 × 50,8 cm réalisé par Neroccio di Bartolomeo de' Landi et situé sur le mur d'entrée de la nef droite de la chapelle San Vittore, dans la Cathédrale de Sienne. 
Ce tombeau monumental  est une commande de Giovanni et Angelo Piccolomini, neveux de Tommaso del Testa, évêque de Pienza de 1470 à 1483. Il est conçu  sur le modèle du tombeau de Cristoforo Felici exécuté  par Urbano da Cortona (basilique Saint-François, c. 1462). Parmi les monuments funéraires de la renaissance siennoise à nous être parvenus, c'est l'unique à être signé par un artiste et documenté par des actes écrits.

## Description
Initialement confiée aux soins de deux tailleurs de pierre (scarpelini) siennois, Vito di Marco et Lucillo di Marco, Neroccio de' Landi en reprend la conception et la réalisation à partir du 4 février 1484 (date du contrat),,,. 
Sur la cuve rectangulaire est représenté en gisant l’évêque de Pienza, Tommaso Piccolomini del Testa mort deux ans auparavant (1483), allongé de tout son long les mains croisés sur sa poitrine et portant les vêtements et les insignes de sa charge épiscopale : sa mitre, sa crosse ou bâton pastoral, sa robe liturgique, son étole croisée. Sur le bord inférieure de la bière, deux putti portent une plaque sur laquelle se lit l'inscription latine DEO PAX. De chaque côté, des colonnes aux chapiteaux  gothiques décorés de moulures soutiennent la partie supérieure du tabernacle, elle-même parcourue d'une frise végétale. À son somment, deux autres putti soutiennent de part et d'autre le blason de la famille Piccolomini (d'argent à la croix d'azur chargée de cinq croissants d'or) couronné de la mitre. La signature de Neroccio est visible sous la plaque portée par les anges: OPUS/NEROCII/PICTORIS (« Œuvre du peintre Neroccio »).
L'inscription qui parcourt la base inférieure du monument est la suivante : D.THOMAE PICOLOMINEO PIENTINO PONT.CAE/SAREO CONSILIARIO COMITIQVE ANGELUS PICO/LOMINEVS EQVES ET JOHANNES FRATRES PIISS./FRATRI BENEMERITO POSVERE.VIXIT ANNOS/ LII.DECESSIT SALVTIS MCCCLXXXIII (« Les très pieux frères, Angelo Piccolomini, le chevalier, et Giovanni ont érigé ce monument pour leur bien méritant frère Tommaso Piccolomini, évêque de Pienza, conseiller impérial et frère. Il vécut cinquante-deux ans. Il meurt en l'an de grâce 1483 »).

### Citations originales
1. ↑  « + Chriso. Addì IIII di febbraio 1484. Manifesto sarà a qualunche persona vedrà o legiar vorà la presente scritta chome misser Agniolo et Giovanni d'Urbano Piccolomini aluogano a maestro Neroccio di Bartolomeo di Neroccio, maestro squltore, una sipultura di marmo, la quale noi avavamo alloghata a Vito di Marcho et a Lucillo di maestro Marcho scharpelini. E perché detto Vito s'è asentato da Siena e Lucillo hè morto, di nuovo noi alloghiamo el detto lavoro in quella forma, disegno e modo che li detti Vito e Lucillo avevano hobligatosi di fare. Item el detto maestro Neroccio, perché el detto lavoro si possi fare, vuole al presente duchati dieci d'oro e di mano in mano sicondo farà detto lavoro. E perché nel contratto parlla che detti Vito, Lucillo e detti messer Agniolo e Giovanni si reservasiro fiorini 30 overo duchati, hè contento el detto maestro Neroccio rilasare fiorini dieci, e' quali, quando sia posto e' lavoro detto, che noi siamo oblighati di dargli e' detti fiorini dieci per resto di detto lavoro. Item el detto maestro Neroccio s'obligha di fare e porre detto lavoro per tempo di messi 6, incominciando el tempo el dì che li detti X duchati sieno a lui paghati. Intendendosi che el detto lavoro detto maestro Neroccio s'obligha a farllo per lo prezo che nel contrato si contiene, ametendo tutti e' denari che sonno paghati per detto misser Agniolo e Giovanni. E per questa alogagione el detto Vito e Lucillo e Nastagio, fratello e herede di detto Lucillo, quitiamo e asolviamo non esare più obligato, cioè Lucillo sopradetto, perché detto Nastagio à consentito a detta alogagione, non liberando però per questo Vito, el quale è absente da Siena e non à aconsintito al detto lavoro. »

## Sources
- (it) Gaetano Milanesi, Documenti per la storia dell’arte senese, t. 2, Sienne, Onorato Porri, 1854, 482 p. (lire en ligne), p. 408-409. Le document no 284 pages 408-409 reproduit le contrat du 4 février 1484.
- (it) Francesco Sorce, « LANDI, Neroccio dei », dans Enciclopedia Treccani, vol. 63 : Dizionario Biografico degli Italiani, Rome, Istituto dell'Enciclopedia Italiana, 2004 (lire en ligne)
- (en) Gertrude Coor, Neroccio de' Landi 1447-1500, Princeton, New Jersey, Princeton University Press, 1961, 235 p., 30 x 23 cmReproduction du Monument funéraire de Tommaso Piccolomini del Testa (figures nos 45, 46 et 47), décrite p. 179-180, (no 43) dans le catalogue.
- (en) Robert Munman, Sienese Renaissance Tomb Monuments, vol. 205, Philadelphie, The American Philosophical Society, 1993, 180 p., p. 106-108. Contexte, description, commentaire du Monument funéraire de Tommaso Piccolomini del Testa (figures nos 59-60).
- (it) Silvia Colucci, « Nel solco di un'invenzione donatelliana: il monumento sepolcrale del vescovo Tommaso Del Testa Piccolomini di Neroccio de' Landi », dans Mario Lorenzoni, Le sculture del Duomo di Siena, Cinisello Balsamo, Silvana Editore, 2009, 215 p., p. 67-68.